# Нашински
Нашински или горански (Goranski, Nashinski) е южнославянски говор, употребяван от гораните, жителите на разделената между Косово и Албания област Гора. Нашински се класифицира като част от торлашките диалекти – преходен между българския и сръбския език.
В 1930 година Сребрен Поппетров, главен инспектор-организатор на църковно-училищното дело на българите в Албания, пише за гораните:
| „ | Дотолкова много обичат да си говорят на майчиния език – български, че в интимен разговор – мъжете помежду си, който от тях някой започне да говори по турски или албански, другия го пресича: „остави тоя свински език, сборвай си нашински, како Господ дал“ | “ |

Според преброяването в Югославия от 1991 година 54,8% от жителите на областта Гора заявяват, че говорят горански, толкова, колкото и се самоопределят като етнически горанци. Останалите декларират, че говорят сръбски.
През 2007 година Българската академия на науките издава и първия горански речник с 43 000 думи и фрази – Dokle, Nazif. Reçnik Goransko (Nashinski) – Albanski. В него авторът Назиф Докле (който е от Албанска Гора) определя говора като български, сходен с българските диалекти, говорени в Северозападна Македония.

## Характеристики
Рефлексите на праславянските групи в говора от Гора */tj/, */dj/, и */kt/ в голяма част от случаите са Ђ и Ћ като в сръбския език и част от останалите преходни у-говори. От друга страна се наблюдават български черти като – задпоставен член за имената, наставка -ме, а не -мо за глаголите в първо лице множествено число, наличие на ерова гласна и други.